# Cantonul La Clayette
Cantonul La Clayette este un canton din arondismentul Charolles, departamentul Saône-et-Loire, regiunea Burgundia, Franța.

## Comune
| Comune                           | Populație (1999) | Cod poștal | Cod INSEE |
| -------------------------------- | ---------------- | ---------- | --------- |
| Amanzé                           | 203              | 71800      | 71006     |
| Baudemont                        | 708              | 71800      | 71022     |
| Bois-Sainte-Marie                | 215              | 71800      | 71041     |
| La Chapelle-sous-Dun             | 460              | 71800      | 71095     |
| Châtenay                         | 166              | 71800      | 71116     |
| La Clayette                      | 2 069            | 71800      | 71133     |
| Colombier-en-Brionnais           | 235              | 71800      | 71141     |
| Curbigny                         | 313              | 71800      | 71160     |
| Dyo                              | 327              | 71800      | 71185     |
| Gibles                           | 608              | 71800      | 71218     |
| Ouroux-sous-le-Bois-Sainte-Marie | 70               | 71800      | 71335     |
| Saint-Germain-en-Brionnais       | 171              | 71800      | 71421     |
| Saint-Laurent-en-Brionnais       | 422              | 71800      | 71437     |
| Saint-Racho                      | 188              | 71800      | 71473     |
| Saint-Symphorien-des-Bois        | 409              | 71800      | 71483     |
| Vareilles                        | 216              | 71800      | 71553     |
| Varennes-sous-Dun                | 613              | 71800      | 71559     |
| Vauban                           | 215              | 71800      | 71561     |